# Creu de terme de la Capella del Remei
La Creu de terme de la Capella del Remei és una obra de Moià (Moianès) declarada bé cultural d'interès nacional.

## Descripció
És una creu de pedra de tipologia gòtica. Presenta els braços rectes acabats amb expansions que recorden la flor de lis amb l'interior trepanant formant un tetralòbul. Una fronda vegetal ressegueix el seu perfil. Al centre de l'anvers hi ha la imatge de Crist crucificat, mentre que, al costat oposat, ocupa aquest lloc la Verge amb el Nen dempeus damunt un caparó alat. La creu reposa damunt un volum quadrangular de pedra que s'uneix a una pilastra de planta poligonal. Tant aquests elements com la base esglaonada de suport no semblen de la mateixa època. El volum quadrangular porta una inscripció: COMCE (?).
Actualment la creu es presenta protegida per una barana decorativa de ferro forjat, ubicada a la base esglaonada, i per un suport, també de ferro, que sosté el fust.

## Història

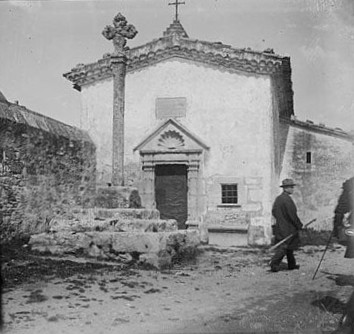
La creu el 1920, davant de la capella de la Mare de Déu del Remei

Antigament estava situada davant la capella de la Mare de Déu del Remei (antiga capella pertanyent al mas Saiol i actualment capella del cementiri), on havia estat posada l'any 1578. L'any 1974-1977 va ser retirada del seu emplaçament original per preservar-la de possibles actes vandàlics. Va ser substituïda per una creu de ferro en el mateix indret.
Actualment el seu estat de conservació és molt bo, ja que va ser restaurada l'any 2003